# Bachorce (przystanek kolejowy)
Bachorce – jeden z przystanków kolejowych na magistrali węglowej w Pieckach (powiat inowrocławski). Obecnie przystanek nie obsługuje ruchu pociągów osobowych.